# Бобков, Кузьма Никодимович
Кузьма́ Никоди́мович Бобко́в ( бел.Кузьма Нікадзімавіч Бабкоў;  12 октября 1910 — 7 июня 1982 года) — директор совхоза «Тимирязевский» Амвросиевского района Донецкой области,  Герой Социалистического Труда (22 марта 1966), участник Великой Отечественной войны.

## Биография
Родился в деревне Скаковщина Горецкого уезда Могилёвской губернии .
После окончания семилетки в д. Ленино Горецкого района, поехал  в г. Макеевку, где старший брат работал геодезистом. Там он поступил в Макеевский сельскохозяйственный техникум ( ныне - Аграрный техникум при Донецкой аграрной академии), который с отличием окончил и получил специальность «агроном зернового хозяйства». Начал работать в  совхозе «Металлист»  агрономом отделения №1, а затем –  главным агрономом этого совхоза. Член ВКП(б) с 1940 года.

## В годы Великой Отечественной войны
28 августе 1941 года был призван на фронт. В 1941—1945 служил в РККА; с июня 1943 года, будучи лейтенантом, в должности командир взвода танкового батальона 30-й отдельной гвардейской танковой бригады воевал в составе Центрального фронта. 11 августа 1943 года был тяжело ранен. 
После госпиталя вернулся в армию. В 1944 году — ст. лейтенант, командир взвода 1-го танкового батальона 30-й гвардейской отдельной танковой бригады. Отличился во время  Выборгской наступательной операции на Ленинградском фронте и был награждён орденом Красной Звезды. На сайте «Память народа» опубликован наградной лист, где сказано, что при атаке на населённый пункт Парлампи взвод под его командой захватил три исправленных танка противника и при движении дальше командир выходил из танка « … шёл впереди под сильным огнём противника, указывая правильные пути и направления». Вместе со своей дивизией участвовал в освобождении Польши, дошел до Германии, где участвовал в освобождении портового города Росток, в котором и встретил Победу .

## В послевоенный период
После Победы  возвратился  в родной совхоз « Металлист» Амвросиевского района Донецкой области и вскоре, по направлению треста, был переведен в свиноводческий совхоз №2 (позже совхоз «Тимирязевский»), где был назначен  директором.
Ветераны совхоза вспоминали, что К. Н. Бобков был человек-новатор. Именно по его инициативе весной 1947 года, чтобы в агротехнические сроки справиться с посевом ранних зерновых был организован сев в ночное время для чего  на  посевных агрегатах установили дополнительное освещение мощными прожекторами и переносными электролампами, которые работали за счет установленных  электрогенераторов в кабинах тракторов. А в свиноводстве стали применять технологию сухого кормления. По её применению хозяйство было вторым в Украине после свиноводческого совхоза «Красноармеец» Полтавской области. В 1958 году директор предложил  испробовать орошение примитивным способом – пустить воду по бороздам посевов и это дало хорошие результаты в получении высокого урожая. Тогда это назвали «малым орошением».О своём опыте К. Н. Бобков в 1960 году докладывал на пленуме ЦК КП Украины. По результату этого выступления совхозу была оказана помощь в строительстве оросительной системы. 
Заботился К. Н. Бобков и о социальной сфере.Именно при нём было построено в п. Клёновка здание школы, Дома культуры,детского сада, торгового центра. В 1968 году совхоз «Тимирязевский» участвовал во Всесоюзном конкурсе на лучший совхозный посёлок центральной усадьбы по планировке, озеленению и благоустройству территории и был удостоен Диплома второй степени.
До 1973 года К. Н. Бобков оставался бессменным руководителем совхоза, а затем  продолжил работать в совхозе агрономом, был ответственным специалистом по предохранению почв от эрозии и борьбе с нею. 
22 марта 1963 года К.Н.Бобкову присвоено звание "Герой Социалистического Труда" — за успехи в увеличении производства и заготовок продукции животноводства.
Жил в посёлке Кленовка Амвросиевского района. Умер 7 июня 1982 года.
Племянник — Филипп Денисович Бобков, первый заместитель председателя КГБ СССР (1985—1991).

## Избранные труды
- Бобков К. Н. От рубежа к рубежу. — Донецк : Кн. изд-во, 1963. — 28 с.

## Награды
- орден Красной Звезды (23.6.1944)[4]
- орден Ленина (2.2.1958)
- Герой Социалистического Труда (орден Ленина и золотая медаль «Серп и Молот»; 22.3.1966)
- орден Трудового Красного Знамени (8.4.1971)
- медали, в том числе:
  - три — «За трудовую доблесть» (23.8.1950, 25.12.1959, 16.1.1960)
- Почётные грамоты Верховного Совета Украинской ССР, областных и районных органов власти[2].

## Комментарии
1. ↑  Деревня Скаковщина[3], относившаяся к Горецкому уезду Могилёвской губернии, в 1978 году исключена из учётных данных; ныне — территория Ленинского сельсовета Горецкого района Могилёвской области, Белоруссия[2].